# Sønder Hygum
Sønder Hygum – miasto w Danii, w regionie Dania Południowa, w gminie Vejen.